# Zhuchengosaurus
Zhuchengosaurus („Ještěr ze Ču-čchengu“) byl jedním z největších hadrosauridních dinosaurů. Žil na přelomu spodní a svrchní křídy (před asi 100 - 70 miliony let) na území dnešní Číny. Bylo objeveno mnoho fosilních kostí z několika různých jedinců (včetně kostí končetin a obratlů) v oblasti provincie Šan-tung. Obýval tedy stejné ekosystémy jako obří tyranosaurid Zhuchengtyrannus magnus.

## Rozměry
Zhuchengosaurus byl určitě jedním z největších hadrosauridů, a tím i ptakopánvých dinosaurů vůbec. Největší kostra by v kompletním stavu měřila 16,6 metru na délku a úctyhodných 9,1 metru na výšku. Hmotnost zřejmě přesáhla 10 tun. Podle Gregoryho S. Paula dosahoval tento dinosaurus délky 16,5 metru a hmotnosti 15 000 kg. Typový druh, Z. maximus byl popsán týmem čínských vědců (Zhao et al.) v roce 2007.
Vědecká studie z roku 2011 synonymizuje tohoto dinosaura s dalším gigantickým rodem Shantungosaurus.